# Магія чорна і біла
«Магія чорна і біла» (рос. «Магия черная и белая») — російський радянський повнометражний кольоровий художній фільм, поставлений на Кіностудії «Ленфільм» в 1983 році режисером Наумом Бірманном.
Прем'єра фільму в СРСР відбулася 14 травня 1984 року.

## Зміст
Сева і Вітя – школярі та друзі нерозлийвода, хоч і зовсім різні за характером. Сева – балагур і заводила, а Вітя – спокійний і розважливий. Вони звикли дуріти і вдома, і в школі. Та одного разу в школі їм пригрозили не взяти їх у похід, якщо вони не вгамуються і не знайдуть собі спокійніше хобі. Хлопчикам дуже хочеться у похід, тому вони починають шукати захоплення.

## Ролі
- Павло Плісов — Сева Кухтін
- Антон Гранат — Вітя Єлхов
- Маргарита Іванова — Елла
- Олександр Леньков — Валентин Дмитрович, класний керівник
- Маріанна Казенна — Зойка Фуртічева
- Денис Льовін — Вася Сімакін
- Саша Суханов — Рафік Низамов
- Наташа Попова — Лідочка-«Тихоня»
- Андрій Пузанов — Бряндя

## В епізодах
- Юрій Ароян — торговець помідорами
- Микола Волков мол. — батько Елли (роль озвучив — Ігор Єфімов)
- Михайло Девяткин — провідник (роль озвучив — Ігор Єфімов)
- Тетяна Капітонова — епізод
- Любов Малиновська — доглядачка на ж/д
- Марина Мальцева — епізод
- В. Міхєєв — епізод
- Віктор Сухоруков — Кухтин, батько Сєви
- Олександр Суснін — старший сержант міліції
- Віра Титова — бабуся Сєви
- Герман Ципріс — епізод
- Ігор Єфимов — міліціонер (в титрах не вказаний)

## Знімальна група
- Автор сценарію - Валерій Прийомихов
- Режисер-постановник - Наум Бірман
- Оператор-постановник - Генріх Маранджян
- Художник-постановник - Всеволод Улітко
- Композитор - Олександр Журбін
- Звукооператор - Ігор Вигдорчик
- Текст пісні - Юрій Ентін
- Режисер - Л. Гальба
- Оператори - С. Іванов, А. Кудрявцев
- Редактор - Світлана Пономаренко
- Монтажер - Тамара Ліпартія
- Грим - Миколи Еленбогена
- Костюми - М. Стручкової
- Режисерська група - В. Дубровська, В. Каргозерова, К. Копелян, І. Гусєва
- Художник-декоратор - Єлизавета Урліна
- Художник-фотограф - А. Манукян
- Реквізитор - В. Кулішова
- Асистенти:
звукооператора - М. Вікторов
по монтажу - Ніна Душенкова
- Майстер по світлу - А. Гусєв
- Адміністративна група - Н. Чесніна, Г. Тугушева
- Директор картини - Марина Довладбегян

## Звукова доріжка
- У фільмі звучить пісня Олександра Журбіна «Песня о добром человеке» («Интересней человека ничего на свете нет...»)  на слова Юрія Ентіна у виконанні Едуарда Хіля.

## Визнання і нагороди
- Фільм визнаний найкращим фільмом для дітей на Тижні дитячого кіно в Алма-Аті (1984); Фільм визнаний найкращим фільмом року на Тижні фільмів для дітей та юнацтва в Тбілісі (1985).